# Serropalpus
Serropalpus är ett släkte av skalbaggar som beskrevs av Sellenius 1786. Serropalpus ingår i familjen brunbaggar.
Släktet innehåller bara arten Serropalpus barbatus.